# Hilara tanythrix
Hilara tanythrix är en tvåvingeart som beskrevs av Frey 1913. Hilara tanythrix ingår i släktet Hilara och familjen dansflugor. Arten är reproducerande i Sverige. Inga underarter finns listade i Catalogue of Life.